# Helig, helig, helig
Det liturgiska momentet, se Sanctus
Helig, helig, helig är namnet på olika lovpsalmer.

## Heber's och Dykes' version
Psalm av Reginald Heber från 1826. Melodi av John Bacchus Dykes från 1861. Psalmens fyra strofer inleds alla med detta trefaldiga helig som hämtats från änglarnas lovsång enligt profeten Jesaja 6: 3. Psalmen är särskilt ofta använd på Alla helgons dag, eftersom andra versen börjar: Helig, helig, helig sjunga helgon alla.
Översättningen av Johan Alfred Eklund 1934, bearbetades något 1936 och infördes i både 1937 års psalmbok och 1986 års psalmbok. Texten är copyrightskyddad fram till 2015.
Senare översättningar av andra versioner finns publicerade i Jubla i Herren 1999.
Melodin anges i 1939 års koralbok vara från 1800-talet, men i 1986 års psalmbok vara komponerad av John Dykes från 1861.

## Publicerad i
- Sionstoner 1935 som nr 82 under rubriken "Guds lov".
- 1937 års psalmbok som nr 4 under rubriken "Guds lov".
- Frälsningsarméns sångbok 1968 som nr 708 under rubriken "Begynnelse Och Avslutning".
- Sionstoner 1972 som nr 9
- Den svenska psalmboken 1986 som nr 3 under rubriken "Lovsång och tillbedjan".
- Finlandssvenska psalmboken 1986 som nr 298 under rubriken "Glädje och tacksamhet".
- Lova Herren 1988 som nr 5 under rubriken "Guds majestät och härlighet".
- Jubla i Herren 1999 Nr 67-69 
  - Hallgeir Lindal Reiten (text och musik) Lovsång, som nr 67. Den är utgiven via Jesuspeople Music.
  - Larry Hampton (text och musik) Lovsång, som nr 68, med svensk översättning av Evelyn Sundkvist. Originaltiteln är Holy, holy, holy och är utgiven i Sverige via Viva Music Publishing.
  - Nolene Prince (text och musik) Lovsång, som nr 69 med text grundad i Jesaja 6: 3. Originaltiteln är Holy, holy, holy is the Lord of hosts och låten är utgiven i Sverige via Viva Music Publishing.
- Cecilia 2013 som nr 7 under rubriken "Lovsång och tillbedjan".